# Abdelwahab Meddeb
Abdelwahab Meddeb (în arabă عبد الوهاب المدب; n. 17 ianuarie 1946, Tunis, Protectoratul Francez al Tunisiei – d. 6 noiembrie 2014, Paris, Franța) a fost un eseist, scriitor și personalitate radio francez de origine arabă tunisiană, director al revistei internaționale și transdisciplinare Dédale, profesor de literatură comparată la Universitatea Paris -X, a condus, de asemenea, emisiunea săptămânală „Culturi ale islamului” (Cultures d'islam) la canalul de radio „France Culture”.

## Rădăcini familiale
Din partea maternă, Meddeb era originar dintr-o familie patriciană tunisiană cu rădăcini  tripolitane (bunicul Belhaj) și yemenite (bunica Lasram). Familia tatălui e cunoscută ca activă în comerțul din piețile Tunisului și ca frecventatoare a marii moschei Zitouna și a vechii universități cu acelaș nume. Strămoșii ei s-ar fi numărat la începutul secolului al XVII-lea printre moriscii,cripto-musulmanii, expulzați din Spania de către regele Filip al III-lea (22 septembrie 1609). Ei s-au refugiat mai întâi în Maroc, unde au trăit vreme de un secol, pentru ca în ultimul sfert al secolului al XVIII-lea să se stabilească la Zaghuan, și apoi la Tunis, pe teritoriul Tunisiei. 
Bunicul din partea tatei, sheikh Mokhtar Meddeb, a fost profesor (mudarris) de lectura coranică (’ilm al-qira’ât) la Zitouna, iar tatăl scriitorului, sheikhul Mustafa Meddeb, doctor al islamului ('alim), a fost tot acolo profesor de drept islamic (usûl al-fiqh), iar în anii 1930 a fost cunoscut ca poet inspirat de grupul  cairot Apollo.

## Biografie
Abdelwahab Meddeb a crescut într-o familie tradițională, conservatoare și religioasă.
De la vârsta de 4 ani a învățat Coranul cu tatăl său, apoi la 6 ani a intrat la școala franco-arabă din Tunis, într-o anexă a colegiului Sadiki, consacrată învățământului primar.
La vârsta de 14 ani a devenit pasionat dupa literatura franceză, citind cu sete marii clasici  ai acesteia. În acelaș timp a dobândit o buna cunoaștere și a patrimoniului literar și cultural arabo-islamic. După trei ani de studii la Universitatea din Tunis, Meddeb a început studii de literatură și istoria artei la Universitatea Paris Sorbonne - Paris IV, iar în 1967 s-a stabilit definitiv la Paris.
În 1969 a terminat licența, iar  în 1970 masteratul în litere.
Pe la mijlocul anilor 1970 a publicat primele sale eseuri, apărute în „Les Cahiers du cinema” și  în Les Temps modernes, precum și poeme, editate de revista „Change”.
Între anii 1972+1973 a colaborat cu casa de editură Dictionnaires Le Robert, pentru articole privind islamul si istoria artei. Între 1973-1974 a devenit lector la editura Seuil. În continuare între anii 1974-1988 a fost consilier literar și director de colecție la editura Sindbad  și a contribuit la cunoașterea în Franța a clasicilor literaturilor de limba arabă și persană , precum și a marilor voci ale sufismului.
În anul 1983 a tradus în franceză romanul „Sezonul migrării spre nord” de Tayeb Salih.
Între anii 1987 - 1995 a predat ca profesor oaspete și conferențiar la universitățile Geneva, Yale, Florența și Paris-Descartes ca specialist în literatura comparată, literatura arabă francofonă și istoria sufismului.
În 1991 și-a susținut lucrarea de doctorat la Universitatea Aix-Marsilia cu subiectul  „Scris și dubla genealogie”, dubla genealogie fiind cea a Europei luminilor și cea a lumii arabo-islamice. 
De asemenea a ținut cursuri la Școala normală de electricitate și a condus un program de cercetări la Fundația Transcultura.
Între anii 1992-1994 a condus revista „Intersignes” impreuna cu psihanalistul Fethi Benslama si a fondat in 1995 propria sa revistă „Dédale” .Incepand din 1995 a fondat o colecție cu același nume la editura Maisonneuve et Larose. Începând din 1995 el predă literatura comparată (Europa și lumea islamică) la Universitatea Paris X (Paris ouest- Nanterre- La défense ) 
La solicitarea lui Pierre  Gélinet, pe atunci director la postul de radio „France Culture”, a inițiat în octombrie 1997 emisiunea săptămânală „Cultures d'islam”. 
Apoi, a participat, ca autor și ca cercetător, la numeroase dezbateri și seminare consacrate raporturilor dintre islam și Europa, și a colaborat la numeroase reviste ca „Esprit” sau „Communication”. 
De asemenea Meddeb a colaborat la doua filme - „Caligrafia arabă” 1986,  al lui Mohamed Charbagi, și „Oglinzi din Tunis” (1993) . De asemenea a tradus mai multe opere a unor sufiști, ca de exemplu  Sohrevardi sau Abû Yazid al Bistami. 
Abdelwahab Meddeb a trăit ultima perioadă a vieții la Paris și în Spania. El a murit în 2012  de cancer de plămâni la clinica Bizet din Paris. Fiul său este ziaristul Hind Meddeb.

## Opera
De la primele sale eseuri, romane, poezii și munci editoriale de la mijlocul anilor 1970 încoace, scrisul lui Meddeb a fost mereu multiplu și divers, alcătuind un proiect literar unde genurile literare se îmbină și se transcend. Textele sale arată a fi ale unui polimat, marcat de ceea ce  el numeste "dubla sa genealogie": gânditor occidental și în acelas timp de cultură musulmană, francez și în acelas timp arab. Mișcările și ritmurile frazelor sale în franceză  se potrivesc cu meditațiile unui povestitor flâneur, plimbând prin cetate, și ale unui poet fără granițe,   
Imaginații asociative permit narațiunii sale să pribegească peste spațiu și timp, să dialogheze cu scriitori ca Dante și Ibn Arabi ,cu filosofii presocratici,  cu poeții sufiști, și cu Mallarmé, Spinoza, Aristotel, și Ibn Rushd, și totodată cu poeții clasici ai Chinei și Japoniei. În mod formal, Meddeb „practică ceea ce el numește estetica heterogenului, jucându-se cu diferitele forme literare din mai multe tradiții, precum romanul modernist european, poezia arabă preislamică, poeții mistici ai islamului, haiku japonez, etc.”
.
Deși el scrie numai în franceză, munca sa de traducător din poeții medievali arabofoni,ca și ambiția sa literară conștientă de „a elibera referentul islamic de contextul lui strict, pentru ca să circule prin textul francez contemporan” marchează scrisul său cu urmele enigmatice ale „alterității”.
Privilegierea  acestor precursori literari arabi și persani explorează resursele culturale arhaice din forme post moderne, accentuand aspectele estetice, spirituale și etice ale Islamului.
Opera lui Meddeb, tradusă în peste 12 limbi, deschide și îmbogățește dialogul cu literatura mondială contemporană.

## Islam și modernitatea
Într-o dezbatere care îl opunea lui Tariq Ramadan în cursul emisiunii  Ce soir (ou jamais !) din 30 ianuarie 2008 pe canalul France 3,
, Meddeb a explicat care ar fi, din punctul sau de vedere, condiția concilierii dintre islam și modernitate.
Pentru el, numai înaintarea spre laicitate poate degaja islamul din premisele arhaice care îi stau în cale. El a chemat la depășirea shariyei și abrogarea de către islamul oficial, adică cel al statelor, a Djihadului,(inclusiv cel defensiv).
El a explicat , de asemenea, că accesul la modernitate, pretinde o ruptură cu propria origine, necesitând o „prelucrare a doliului” (cunoscută din limbajul psihanalitic) și suportând „durerea sciziunii” (Hegel). Așa ar putea fi salvată dimensiunea spirituală a islamului și etica sa, potrivit cu nuanțarea teoretizată și trăită de învățătorii sufismului.  
Un asemenea patrimoniu spiritual s-ar putea adapta perfect cu condiția modernă și ar participa chiar la îmbogățirea ei. Meddeb îi chema pe musulmani să procedeze la o „transmutare de valori” (Nietzsche) care să-i determine să înceteze de a mai judeca faptele și vorbele numai și numai după criteriul dicotomic al pedepsei și răsplății, al Iadului și Raiului. Recurgerea la asemenea referințe elementare sărăcesc, în ochii săi, câmpul experienței interioare și o reduc la o „târguială de bazar”, întărind tot mai mult cenzura socială și poliția moravurilor: acestea sunt ,după opinia lui, tentațiile integriste care atentează la libertatea individuală și integritatea corpului, care sunt cele două achiziții prețioase ale modernității, a căror adoptare, islamul o poate  ocoli, nici amâna.
Meddeb deplângea absența în țările islamice a unei elite educate care să conducă o dezbatere liberă, tolerantă, asupra doctrinelor islamului, așa cum au fost odată chiar în evul mediu la Bagdad sau la Tunis.

Meddeb spera că exemplul libertăților din Turcia republicană și Maroc ar putea da speranțe în sensul unei posibile evoluții a ancorării unor societăți islamice în modernitate. Din acest motiv el a susținut necesitatea aderării Turciei la Uniunea Europeană.
El a criticat cu asprime Israelul și conducătorii și media arabă, inclusiv cei ai mișcării Hamas în legatură cu evenimentele din timpul Operației Plumb turnat în fâșia Gaza în deembrie 2008.

## Premii și distincții
- 2002 – Premiul François Mauriac, pentru  „Maladia islamului” (La Maladie de l’islam}
- 2002 - Premiul Max Jacob pentru  „Matière des oiseaux”
- 2007 - Premiul internațional de literatură francofonă „Benjamin Fondane”  - pentru  „Contre-prêches”
- 2010 - Premiul Doha, al capitalei culturii arabe, pentru întreaga sa operă, alături de Édouard Glissant.

## Scrieri
- Talismano, éd. Christian Bourgois, Paris, 1979, roman
- Phantasia, éd. Sindbad, Paris, 1986
- Tombeau d'Ibn Arabi, éd. Noël Blandin, Paris, 1987 (Mormântul lui Ibn Arabi)
- Les Dits de Bistami, éd. Fayard, Paris, 1989
- La Gazelle et l'enfant, 1992 (Gazela și copilul)
- Récit de l'exil occidental par Sohrawardi, 1993
- Les 99 stations de Yale, 1995
- Image et l'Invisible, 1995 ) (Imaginea și invizibilul)
- Ré Soupault. La Tunisie. 1936-1940, 1996
- Blanches traverses du passé, 1997 (Traverse albe ale trecutului)
- En Tunisie, împreună cu Jellal Gasteli et Albert Memmi, 1998 (În Tunisia)
- Aya dans les villes, éd. Fata Morgana, Saint-Clément-de-Rivière, 1999 (Aya) roman * Matière des oiseaux, 2002
- La Maladie de l'islam, éd. du Seuil, Paris, 2002 (Boala islamului)

analiză a originilor violenței islamiste; sublinierea contrastului între tradiția poetică a unor liberi cugetători și mistici medievali și tradiția militantă a unor gânditori dogmatici și puriști fanatici; în acelaș timp - critica prezentarii simplificatoare a islamului ca dușman de moarte în Occident.
- Face à l'islam, interviu, cu Philippe Petit, éd. Textuel, Paris, 2003 (În fața islamului)
- Saigyo. Vers le vide avec Hiromi Tsukui, 2004 (Saigyo. Spre vid)
- L'Exil occidental, éd. Albin Michel, Paris, 2005 (Exilul occidental)
- Tchétchénie surexposée împreună cu Maryvonne Arnaud, 2005
- Contre-prêches, éd. du Seuil, Paris, 2006 (Contra-predici)
- Islam, la Part de l'Universel, 2006 (Islamul, parte din universal)
- La Conférence de Ratisbonne : enjeux et controverses,cu Jean Bollack și Christian Jambet, éd. Bayard, Paris, 2007 (Conferința de la Regensburg: sfidări și controverse)
- Sortir de la malédiction. L'islam entre civilisation et barbarie, éd. du Seuil, Paris, 2008 (Ieșirea din blestem. Islamul între civilizație și barbarie) - pledoarie în favoarea unui islam iluminist, deschis spre propria lume și adoptând elementele modernității sale din două surse: tradiția raționala și luminată, adesea necunoscută musulmanilor de astăzi, și registrul universal la care contribuie toate civilizațiile.
- Pari de civilisation, éd. du Seuil, Paris, 2009
- La plus belle histoire de la liberté, cu Nicole Bacharan et André Glucksmann, 2009

(Cea mai frumoasă istorie a libertății)
- Les femmes, l'amour et le sacré, lucrare colectivă,împreună cu Michael Barry, Jean Clair et Olivier Germain-Thomas, 2010 (Femeile, dragostea si sacrul)
- Le voyage initiatique, lucrare colectivă, împreună cu Giorgio Agamben, Jean-Luc Nancy et Barbara Cassin, 2011 (Călătoria inițiatică)
- Printemps de Tunis, la métamorphose de l'histoire, éd. Albin Michel, Paris, 2011

(Primăvara Tunisului, metamorfoza istoriei)